# هايلاندس (نيويورك)
هايلاندس (بالإنجليزية: Highlands, New York)‏ هي بلدة أمريكية تقع في الولايات المتحدة في مقاطعة أورانج، نيويورك. يقدر عدد سكانها بـ 12,592 نسمة وترتفع عن سطح البحر 310 متر.